# Badminton na Światowych Wojskowych Igrzyskach Sportowych 2019
Badminton na Światowych Wojskowych Igrzyskach Sportowych 2019 został rozegrany w dniach 21 – 26 października podczas 7. Światowych Wojskowych Igrzyskach Sportowych w kompleksie sportowym Wuhan University Student Sports Center w Wuhanie w trakcie igrzysk wojskowych. Najwięcej medali zdobyli reprezentanci Chin 14 w tym: 5 złote, 5 srebrne oraz 4 brązowe. Reprezentanci Polski zakończyli zmagania w tej dyscyplinie bez medali.

## Harmonogram
| Październik | 18 | 19 | 20 | 21 | 22 | 23 | 24 | 25 | 26 | 27 |
| ----------- | -- | -- | -- | -- | -- | -- | -- | -- | -- | -- |
| Badminton   |    |    |    |    |    | 1  |    |    | 5  |    |

|  | Eliminacje | F | Finał (ilość) |

## Konkurencje
Mężczyźni
- męski singiel, męski debel, drużynowo

Kobiety
- kobiecy singiel, kobiecy debel

Mikst
- gry mieszane

## Uczestnicy
Do zawodów zgłoszonych zostało 68 badmintonistów reprezentujących 12 państw.

- Belgia (1)
- Bośnia i Hercegowina (2)
- Chiny (18)
- Francja (6)
- Korea Południowa (9)
- Korea Północna (9)
- Luksemburg (1)
- Mongolia (1)
- Nepal (3)
- Polska (5)
- Szwajcaria (2)
- Tajlandia (11)

W turniejach singlowych uczestniczyło po 8 zawodników, a w deblowych i mikście po 8 par. Każdy kraj mógł być reprezentowany maksymalnie przez trzech graczy lub trzy pary w jednej konkurencji. Polskę reprezentowali Adam Cwalina, Mateusz Dubowski, Olga Miksza, Joanna Rudna oraz Magdalena Świerczyńska. W walce o brązowy medal; singlistka Joanna Rudna przegrała z Chinką Li Yun, a deblistki Olga Miksza i Magdalena Świerczyńska z Chinkami Chen Mingchun i Gao Ziyao.

## Medaliści

### Mężczyźni
| Konkurencja    | Złoto | Srebro | Brąz |
| Gra pojedyncza | Heo Kwang-hee | Lu Guangzu | Li Shifeng |
| Gra podwójna   | Chiny · Zhang Nan · Tan Qiang                                                                                           | Chiny · Wang Yilv · Liu Cheng | Tajlandia · Nanthakarn Yorkphatsong · Inkarat Apisak |
| Drużynowo      | Chiny · Wang Yilv · Wu Xin · Zhao Junpeng · Zhang Nan · Tan Qiang · Ju Fangpengyu · Lu Guangzu · Liu Cheng · Li Shifeng | Tajlandia · Jakkit Tuntirasin · Kittipong Imnark · Nanthakarn Yorkphatsong · Prinyawat Thongnuam · Peeranat Boontun · Arkornnit Thaptimong · Boonsak Ponsana · Inkarat Apisak · Adulrach Namkul | Korea Południowa · Park Kyung-hoon · Lim Seung-ki · Ra Min-yeong · Go Kyung-bo · Heo Kwang-hee · Jeon Bongc-han · Park Byeong-hun · Kim Dong-ju · Kim Hwi-tae |

### Kobiety
| Konkurencja    | Złoto                      | Srebro                            | Brąz                              |
| Gra pojedyncza | Zhang Yiman                | Li Xuerui                         | Li Yun                            |
| Gra podwójna   | Chiny · Li Yinhui · Du Yue | Chiny · Zheng Yu · Huang Dongping | Chiny · Chen Mingchun · Gao Ziyao |

### Miksty
| Konkurencja  | Złoto                              | Srebro                     | Brąz                          |
| Gra mieszana | Chiny · Huang Dongping · Wang Yilv | Chiny · Du Yue · Tan Qiang | Chiny · Li Xuerui · Zhang Nan |

## Klasyfikacja medalowa
* Gospodarz zawodów został zaznaczony tym kolorem.
| Miejsce            | Reprezentacja      | Złoto | Srebro | Brąz | Razem |
| ------------------ | ------------------ | ----- | ------ | ---- | ----- |
| 1                  | Chiny *            | 5     | 5      | 4    | 14    |
| 2                  | Korea Południowa   | 1     | 0      | 1    | 2     |
| 3                  | Tajlandia          | 0     | 1      | 1    | 2     |
| Ogółem (3 państwa) | Ogółem (3 państwa) | 6     | 6      | 6    | 18    |

Źródło: Wuhan